# Bank of Kigali
Bank of Kigali (BK) est une banque commerciale au Rwanda. Elle est agréée par la Banque nationale du Rwanda, la banque centrale du pays et le régulateur bancaire national.

## Emplacement
Le siège social et la succursale principale de la banque sont situés au 6112 avenue KN4, dans le district de Nyarugenge de la ville de Kigali, la capitale et la plus grande ville du Rwanda.

## Aperçu
Bank of Kigali est, en termes d'actifs totaux, la plus grande banque commerciale du Rwanda. Au 31 décembre 2018, l'actif total de la banque était évalué à 983,6 millions de dollars US, avec un portefeuille de prêts de 636,9 millions de dollars et des dépôts de clients de 596,4 millions de dollars.

## Histoire
La banque Bank of Kigali a été constituée le 22 décembre 1966 en tant qu'entreprise commune entre le gouvernement du Rwanda et la Belgolaise, chacun détenant 50 pour cent du capital social ordinaire. En 1967, la banque a commencé ses opérations avec sa première succursale à Kigali.
La Belgolaise était une filiale de Fortis Banque (aujourd'hui disparue), opérant en Afrique subsaharienne mais, en 2005, elle a commencé à se retirer de ses opérations en Afrique conformément à la stratégie de Fortis. En 2007, le gouvernement du Rwanda a acquis la participation de Belgolaise dans la Bank of Kigali, portant ainsi sa participation directe et indirecte dans la banque à 100% de la totalité des actions émises. En 2011, la banque a changé de nom en vertu de la nouvelle loi relative aux sociétés, Bank of Kigali SA devenant Bank of Kigali Limited.
La banque fait partie du groupe BK Group Plc.

## Réseau d'agences
En décembre 2018, la banque possédait 79 agences en réseau, près de 100 guichets automatiques, plus de 1 427 agents bancaires, six fourgons bancaires mobiles et employait plus de 1 200 personnes,,.